# 烏克蘭卡空軍基地

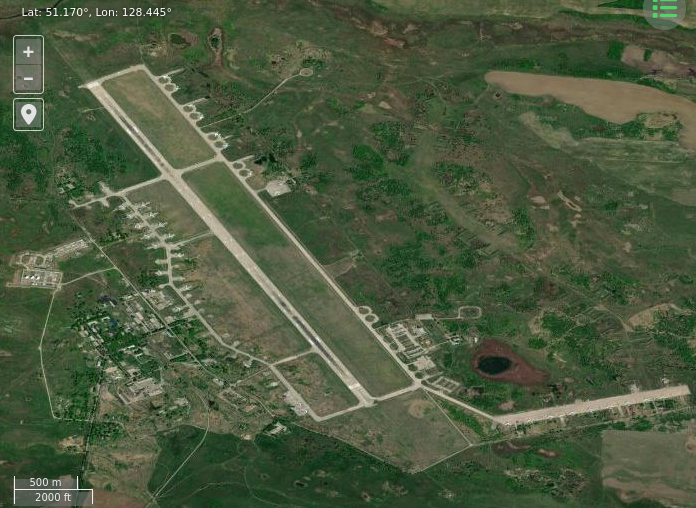
烏克蘭卡空軍基地

烏克蘭卡空軍基地（羅馬化：Ukrainka）是俄罗斯远东最大的战略远程航空基地，位于阿穆尔州别洛戈尔斯克以北28公里，谢雷舍沃以北8公里处，是俄罗斯主要的核轰炸机基地。2025年6月1日蛛網行動期间，乌克兰对该基地发动袭击未获成功。